# 까레카

## 클럽 경력
까레카는 브라질 출신 미드필더로, 2023년 6월 강릉시민축구단에 입단했다. K3리그 2025 시즌 기준으로 14경기에서 2골 2도움을 기록하며 팀의 중원에서 핵심적인 역할을 수행하고 있다.

## 플레이 스타일
신체 조건이 뛰어나고, 패싱과 위치 선정, 전방 침투에 능한 공격형 미드필더이다. 공중볼 경합 능력과 세트피스 가담에서도 장점을 보이며, 팀 공격 전개의 중심축 역할을 한다.

## 주요 활약
- 2025년 5월 18일 창원시청전에서 결승골을 도우며 팀의 승리를 이끌었다.
- 2025 시즌 홈경기 다수에서 선발 출전하며 안정적인 경기력을 유지하고 있다.